# Aarne Ervi

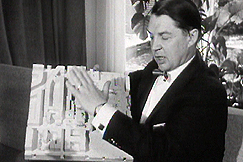
Aarne Ervi år 1961.

Aarne Adrian Ervi (till år 1935 Elers), född 19 maj 1910 i Forssa, död 26 september 1977 i Helsingfors, var en av de mest framstående finländska arkitekterna efter Andra världskriget. 
Ervi slutförde sina arkitekturstudier vid Tekniska högskolan, Helsingfors år 1935. Han arbetade en tid med Alvar Aalto och Toivo Paatela innan han grundade en egen arkitektbyrå år 1938. Sina mest framstående arbeten gjorde Ervi under återuppbyggnaden på 1940-talet och senare på 1950-talet då byggnadsindustrin utvecklades. Ervi var en av de första att använda betongelement, vilket han gjorde år 1949 då han planerade Helsingfors universitets Porthania-byggnad. 
Under återuppbyggnadstiden planerade Ervi vattenkraftverk och personalbostöder för Oulujoki Oy. Det största av dessa projekt var Pyhäkoski kraftverk med ett närbeläget bostadsområde. Ervi är kanske mest känd för Hagalunds centrumplan. Han vann planen med sitt förslag Don Hertzens by. Förutom stadsplanen är flera byggnader, såsom centraltornet, simhallen och köpcentret planerade av honom. 
Aarne Ervis andra fru sedan år 1957 var skådespelaren Rauni Luoma. De bodde i Villa Ervi på Granö, Helsingfors.

## Aarne Ervis arbeten

### Oulujoki Oy
- 1942–1951 – Pyhäkoski kraftverk med Leppiniemi bostadsområde, Muhos kommun
- 1946–1950 – Jylhämä kraftverk med bostadsområde, Vaala kommun
- 1946–1950 – Nuojua kraftverk med bostadsområde, Vaala
- 1949–1954 – Pälli kraftverk med bostadsområde, Muhos
- 1951 – Montta kraftverk, Muhos

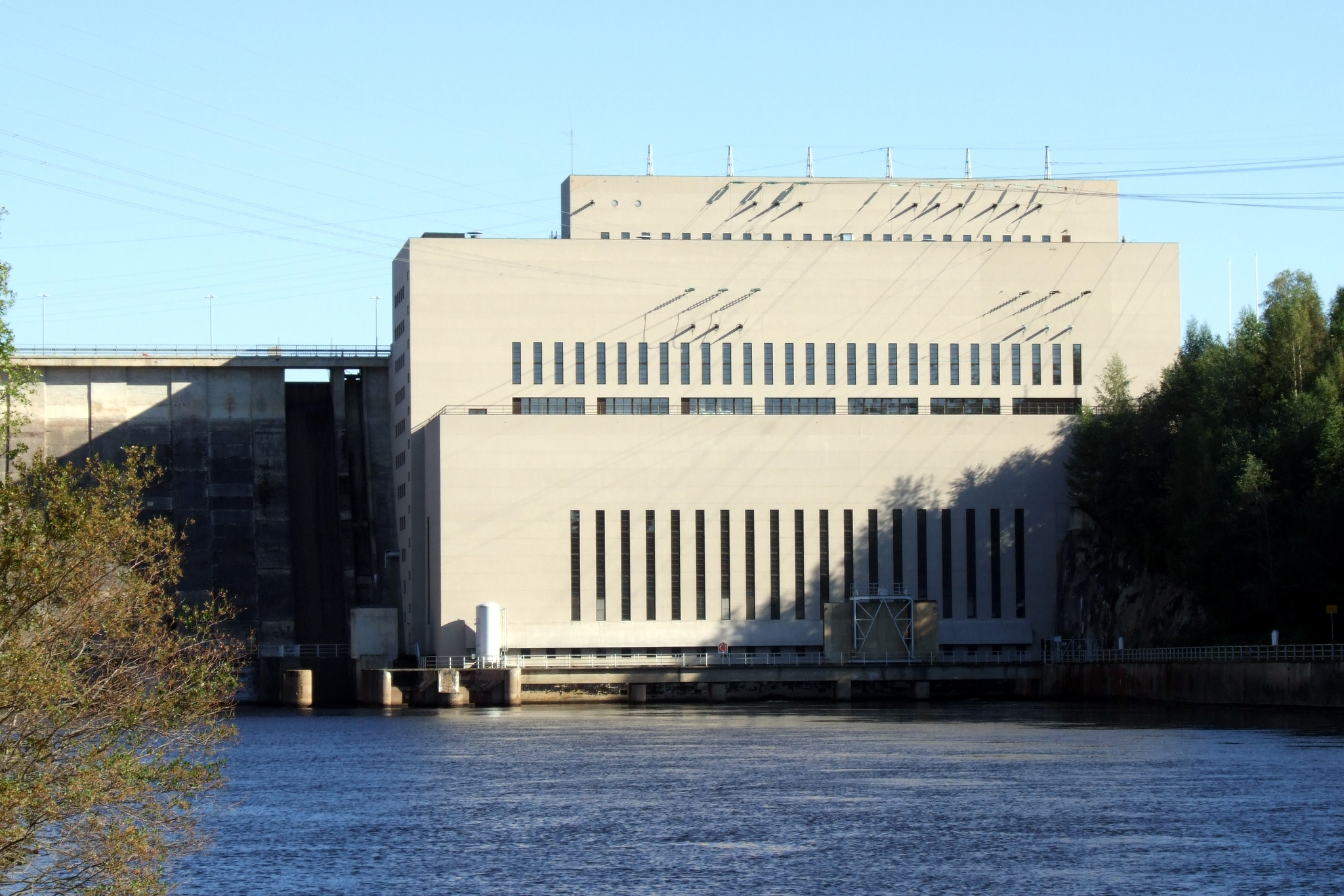
Pyhäkoski kraftverk
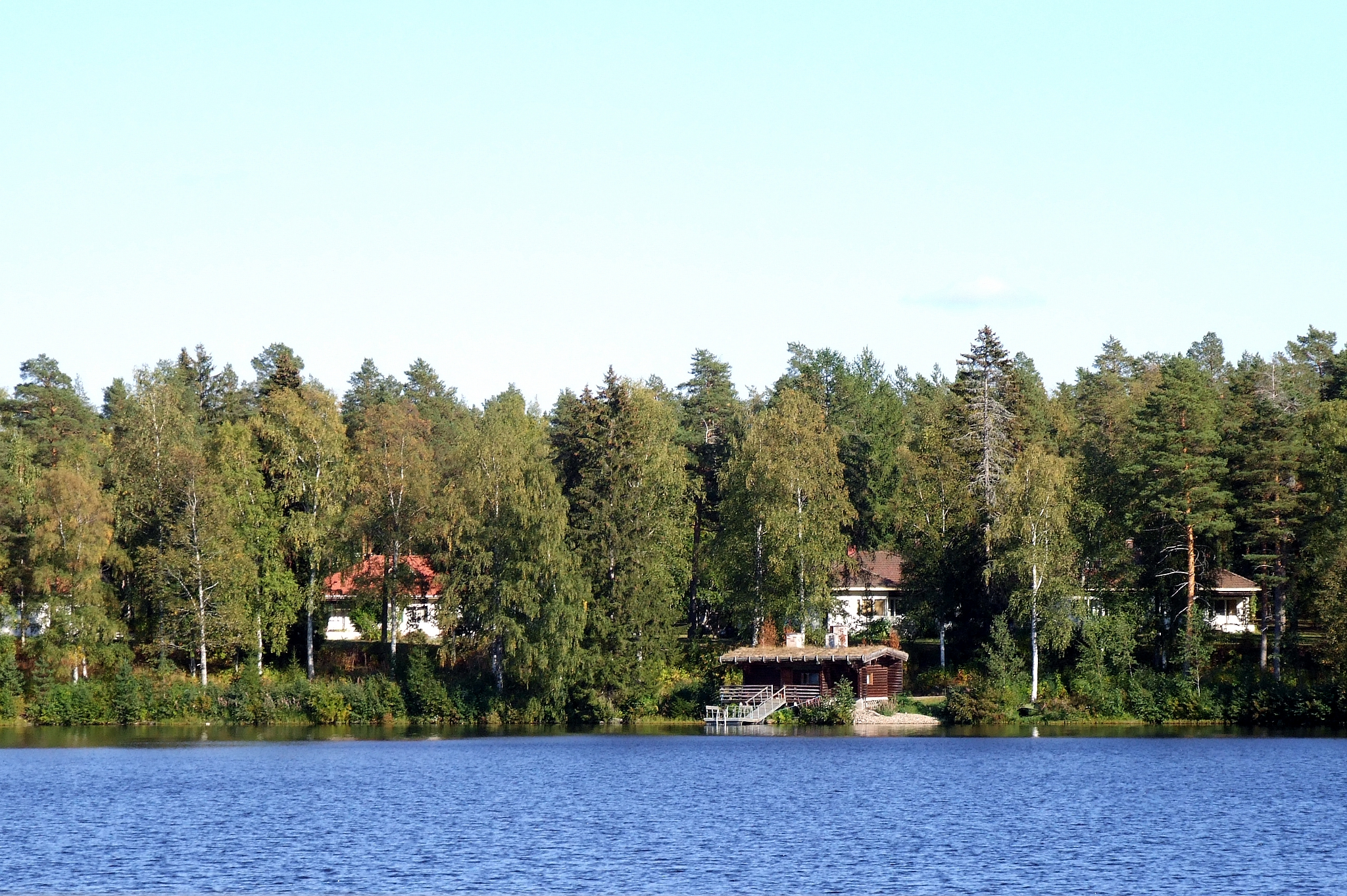
Leppiniemi bostadsområde
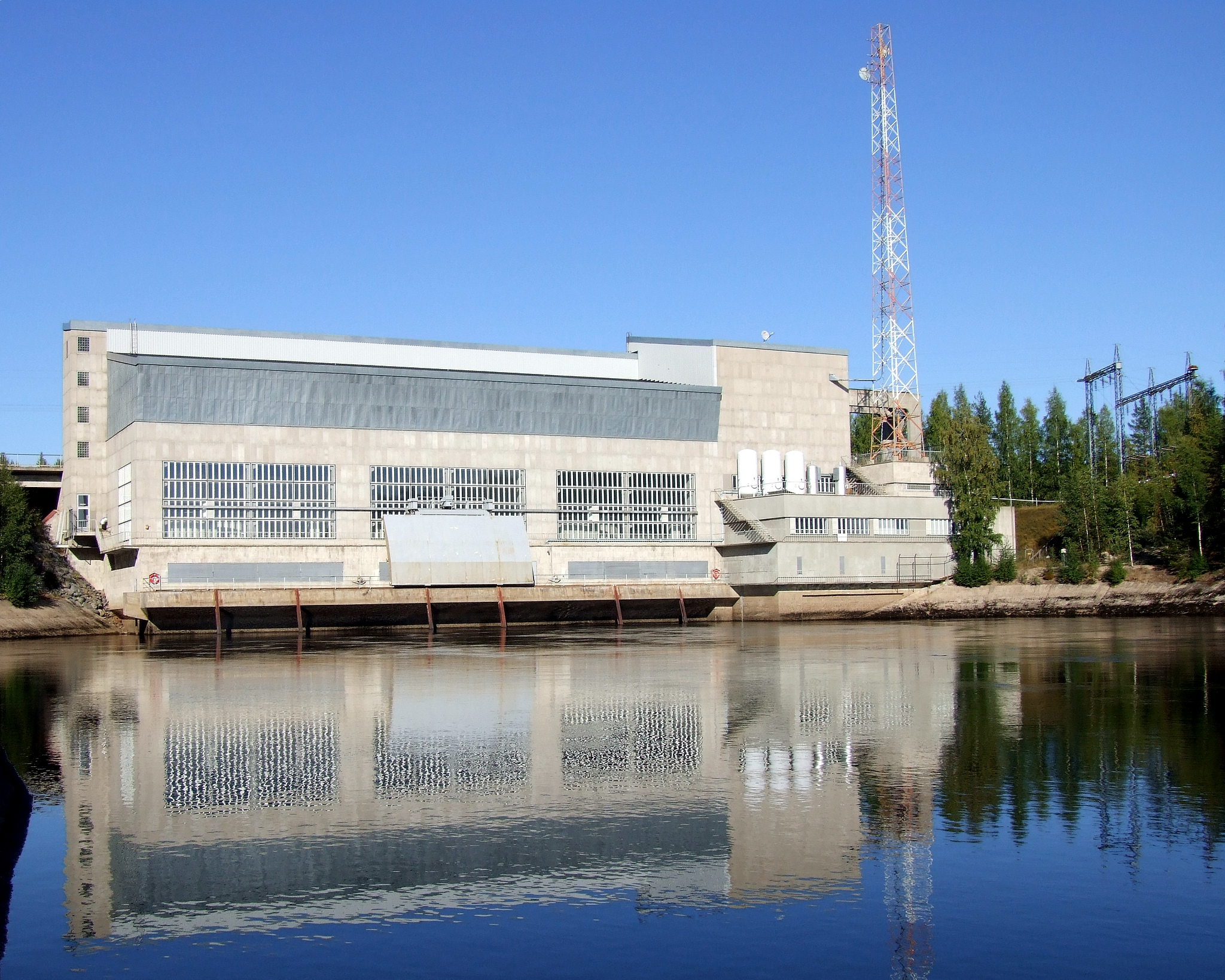
Montta kraftvek

### Hagalund
- 1954 – Hagalunds centrumplan
- 1959–1961 – Köpcentrum
- 1961 – Centraltornet
- 1962 – Centralbassängen
- 1965 – Hagalunds simhall

### Övriga arbeten
- 1956–1959 – Åbo universitet
- 1957 – Helsingfors universitets Porthania-byggnad
- 1952 – Restaurang Keilaranta
- 1961 – Messuby gymnasium
- 1962 – Nordeas Uleåborgskontor
- 1967 – Kemi stadshus, utvidgning
- 1970 – Tölö bibliotek, Helsingfors

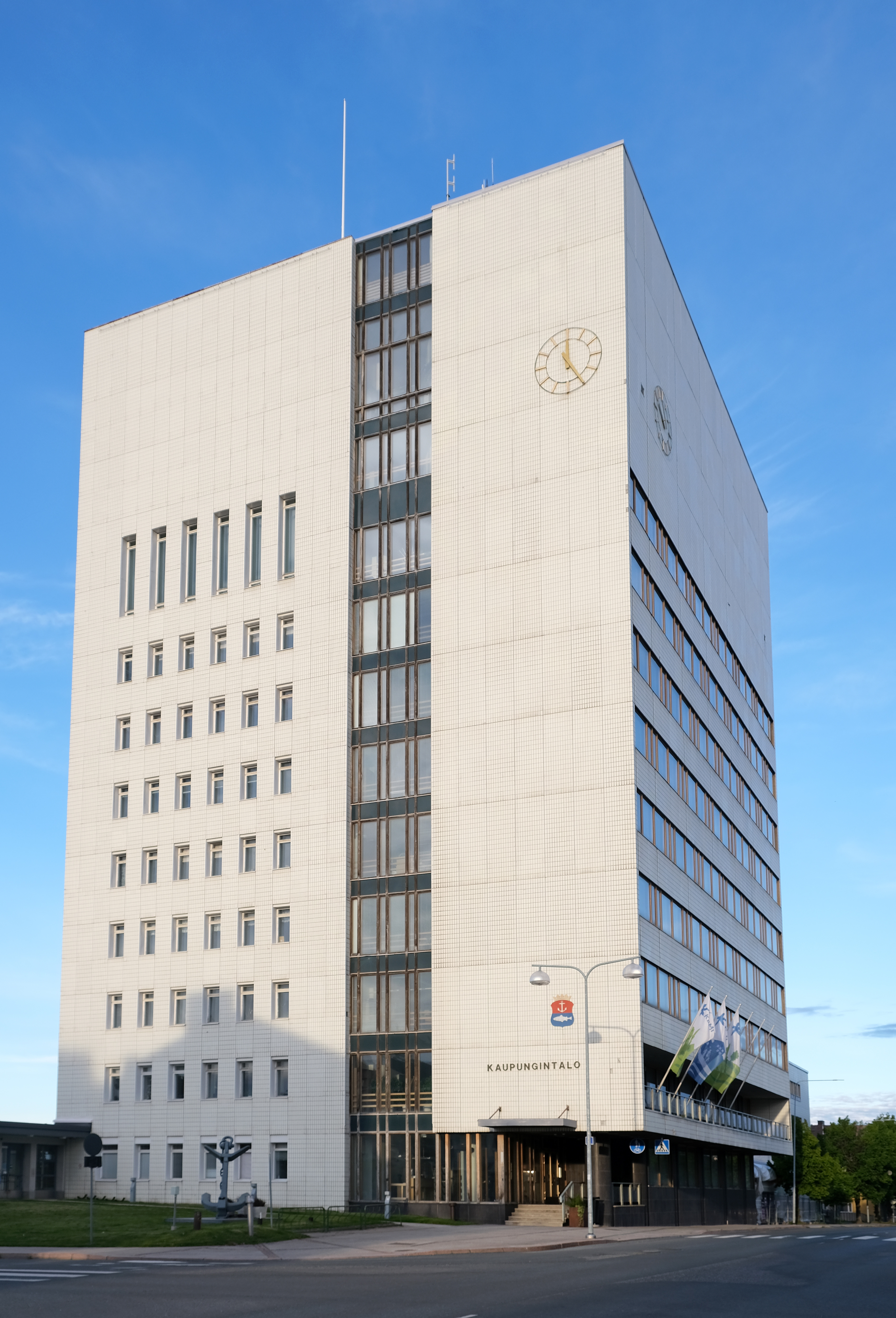
Kemi stadshus